# کامیاب امین عشایری
کامیاب امین عشایری متولد ۱۳۵۷ / پیرانشهر، طراح صحنه و طراح لباس ایرانی، فارغ‌التحصیل طراحی صحنه و لباس از دانشکده هنرهای زیبا، دانشگاه تهران است.

## فیلم‌شناسی
|    | عنوان                  | سال  | سمت              | کارگردان             |
| -- | ---------------------- | ---- | ---------------- | -------------------- |
| ۲۴ | تابستان همان سال       | ۱۴۰۲ | طراح صحنه        | محمود کلاری          |
| ۲۳ | خاتون                  | ۱۴۰۰ | طراح صحنه        | تینا پاکروان         |
| ۲۲ | روز بلوا               | ۱۳۹۸ | طراح صحنه        | بهروز شعیبی          |
| ۲۱ | هستی و زمان            | ۱۳۹۸ | طراح صحنه        | مانی باغبانی         |
| ۲۰ | بیست و سه نفر          | ۱۳۹۷ | طراح صحنه        | مهدی جعفری           |
| ۱۹ | مردی بدون سایه         | ۱۳۹۷ | طراح صحنه و لباس | علیرضا رئیسیان       |
| ۱۸ | آشفتگی                 | ۱۳۹۶ | طراح صحنه        | فریدون جیرانی        |
| ۱۷ | هزارپا                 | ۱۳۹۶ | طراح صحنه و لباس | ابوالحسن داوودی      |
| ۱۶ | اکسیدان                | ۱۳۹۵ | طراح صحنه و لباس | حامد محمدی           |
| ۱۵ | بیست و یک روز بعد      | ۱۳۹۵ | طراح صحنه و لباس | سید محمدرضا خردمندان |
| ۱۴ | لابی                   | ۱۳۹۵ | طراح صحنه و لباس | محمد پرویزی          |
| ۱۳ | آباجان                 | ۱۳۹۵ | طراح صحنه و لباس | هاتف علیمردانی       |
| ۱۲ | یک روز بخصوص           | ۱۳۹۴ | طراح صحنه و لباس | همایون اسعدیان       |
| ۱۱ | سمفونی تولد            | ۱۳۹۴ | طراح صحنه و لباس | محمد پرویزی          |
| ۱۰ | هفت ماهگی              | ۱۳۹۴ | طراح صحنه و لباس | هاتف علیمردانی       |
| ۹  | عادت نمی‌کنیم           | ۱۳۹۴ | طراح صحنه و لباس | ابراهیم ابراهیمیان   |
| ۸  | بادیگارد               | ۱۳۹۴ | طراح صحنه        | ابراهیم حاتمی‌کیا     |
| ۷  | مرگ ماهی               | ۱۳۹۳ | طراح صحنه        | روح‌الله حجازی        |
| ۶  | بوفالو                 | ۱۳۹۳ | طراح صحنه و لباس | کاوه سجادی حسینی     |
| ۵  | تراژدی                 | ۱۳۹۲ | طراح صحنه و لباس | آزیتا موگویی         |
| ۴  | شیار ۱۴۳               | ۱۳۹۲ | طراح صحنه و لباس | نرگس آبیار           |
| ۳  | فرزند چهارم            | ۱۳۹۱ | طراح صحنه و لباس | وحید موسائیان        |
| ۲  | چیزهایی هست که نمی‌دانی | ۱۳۸۹ | طراح صحنه و لباس | فردین صاحب‌الزمانی    |
| ۱  | آنکه دریا می‌رود        | ۱۳۸۵ | طراح صحنه و لباس | آرش معیریان          |

## جوایز
- ۱۳۹۳- نامزد تندیس بهترین طراحی صحنه و لباس در جشن انجمن منتقدان و نویسندگان برای فیلم شیار ۱۴۳
- ۱۳۹۴- نامزد تندیس بهترین طراحی لباس در جشن سینمای ایران برای فیلم شیار ۱۴۳
- ۱۳۹۵- نامزد تندیس بهترین طراحی صحنه در جشن سینمای ایران برای فیلم آباجان
- ۱۳۹۵- نامزد سیمرغ بلورین بهترین طراحی صحنه در جشنواره فیلم فجر برای فیلم یک روز بخصوص
- ۱۳۹۷- نامزد سیمرغ بلورین بهترین طراحی صحنه در جشنواره فیلم فجر برای فیلم بیست و سه نفر[۱]
- ۱۴۰۲- برنده سیمرغ بلورین بهترین طراحی صحنه در جشنواره فیلم فجر برای فیلم تابستان همان سال